# ستيف مينر
ستيف مينر (بالإنجليزية: Steve Miner)‏ (و. 1951  م) هو مخرج أفلام، ومنتج تلفزيوني، ومنتج أفلام، وممثل أفلام أمريكي.

## جوائز وترشيحات
حصل على جوائز منها:
جوائز
- جائزة نقابة المخرجين الأمريكيين لأفضل إخراج - مسلسل كوميدي [الإنجليزية]‏ (1988)

ترشيحات
- جائزة الإيمي برايم تايم لأفضل مسلسل كوميدي (1989)
- جائزة إيمي برايم تايم لأفضل إخراج في مسلسل كوميدي [الإنجليزية]‏ (1989)

ترشح لـ:
- جائزة الإيمي برايم تايم لأفضل مسلسل كوميدي، عن عمل: The Wonder Years [الإنجليزية]‏ (1989)
- جائزة إيمي برايم تايم لأفضل إخراج في مسلسل كوميدي  [لغات أخرى]‏، عن عمل: The Wonder Years [الإنجليزية]‏ (1989)
- جائزة نقابة المخرجين الأمريكيين لأفضل إخراج - مسلسل كوميدي  [لغات أخرى]‏، عن عمل: The Wonder Years [الإنجليزية]‏ (1988).

## وصلات خارجية
- ستيف مينر على موقع IMDb (الإنجليزية)
- ستيف مينر على موقع ألو سيني (الفرنسية)
- ستيف مينر على موقع أول موفي (الإنجليزية)
- ستيف مينر على موقع قاعدة بيانات الأفلام السويدية (السويدية)
- ستيف مينر على موقع إن إن دي بي (الإنجليزية)
- ستيف مينر على موقع قاعدة بيانات الفيلم (الإنجليزية)
- ستيف مينر على موقع كينوبويسك (الروسية)